# Magia (canción)
«Magia» es una canción de pop latino de la cantautora colombiana Shakira, siendo su sencillo debut. La cantante tenía solo 13 años de edad cuando grabó esa canción con Sony Music Colombia en 1990. «Magia» fue sólo conocida en Colombia y empezó a ser famosa, pero no fue muy buena comercialmente.

## Vídeo musical
Para la canción "Magia" se grabó un vídeo, filmado en un parque local y un apartamento en Colombia.